# Standaard Boekhandel

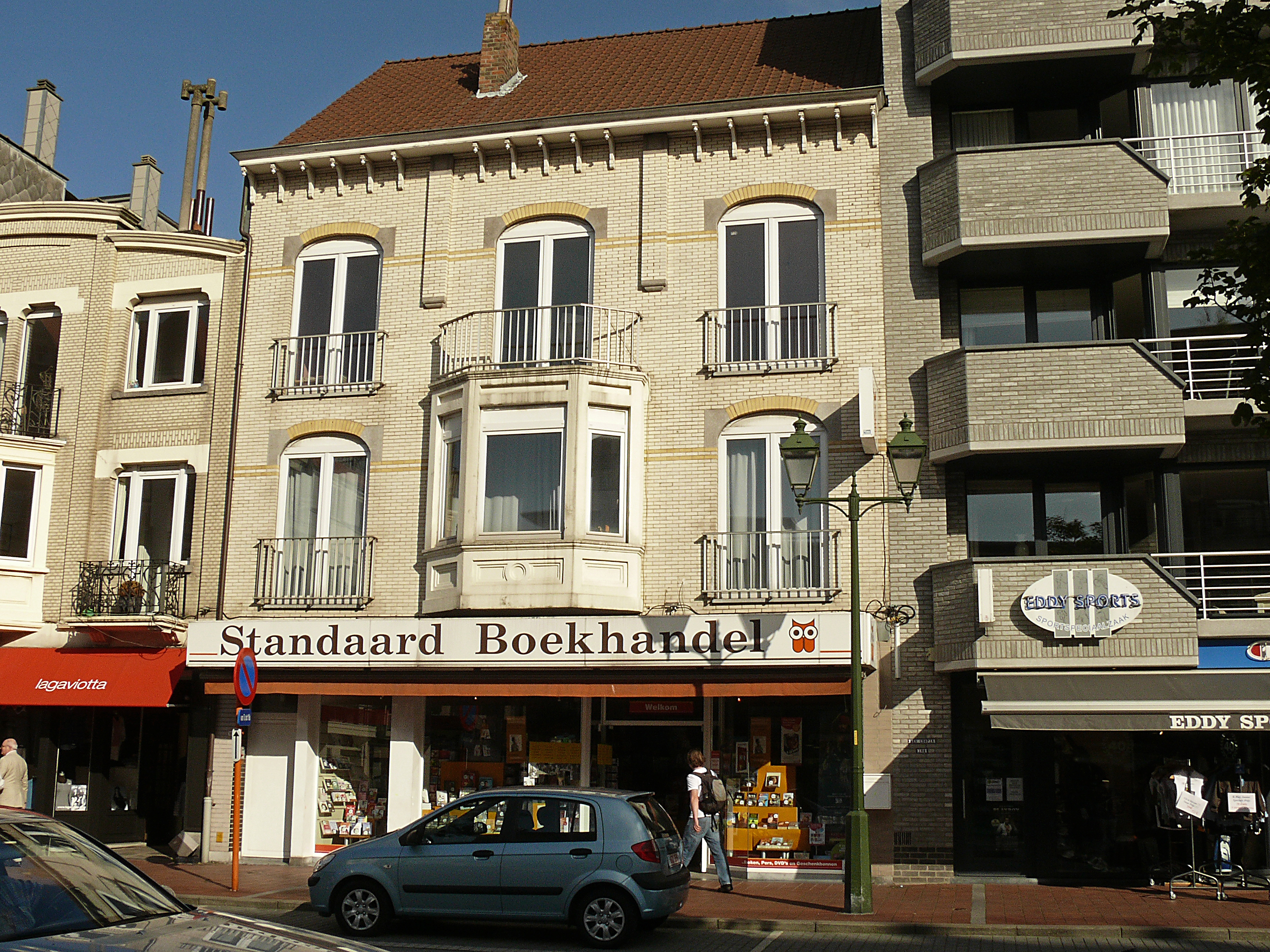
Standaard Boekhandel in Knokke-Heist

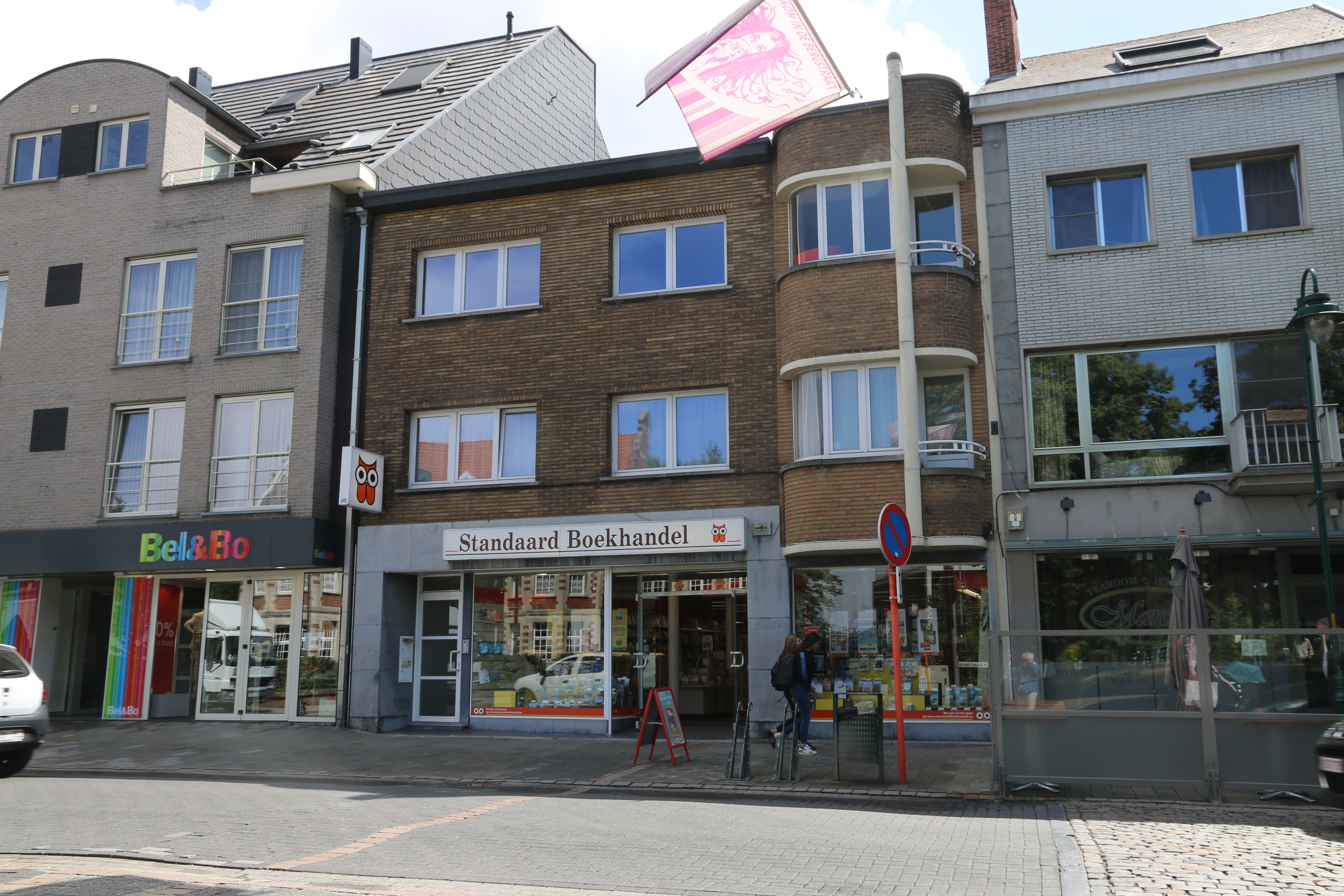
Standaard Boekhandel te Heist-op-den-Berg

Standaard Boekhandel is een Belgische winkelketen die boeken verkoopt. Het aanbod omvat ook muziek-cd's, dvd's, kranten, tijdschriften, stripalbums, cartografie, reisgidsen, wenskaarten, bordspellen en bureauartikelen. Sommige winkels bieden ook artikelen van de Nationale Loterij (zoals krasloten) aan.
Sinds 2017 zijn er een 140-tal verkooppunten. Deze zijn verspreid over heel Vlaanderen en Brussel, met in de grotere steden meerdere winkels.
De keten is sinds 2002 in handen van de Zuidnederlandse Uitgeverij N.V.. 

## Geschiedenis
De boekhandel werd opgestart in 1919, door dezelfde Vlaamse voormannen die het dagblad De Standaard lieten verschijnen. Eerst onder de vleugels van De Standaard N.V., vanaf 14 juli 1924 als een aparte vennootschap voor de boekhandel en de uitgeverij. Op dat moment waren er twee verkooppunten, in Antwerpen en Brussel. Leuven zou als derde locatie middels een overname in 1926 toegevoegd worden; in 1933 volgde Gent, eveneens door een overname. Het aantal boekenwinkels steeg geleidelijk. In Nederland werden de boekhandels van De Arbeiderspers overgenomen. 
In 1976 ging het moederbedrijf De Standaard N.V. failliet. De curator verkocht de vennootschap Scriptoria, die onder meer de boekhandels en de uitgeverij overkoepelde, in zijn geheel aan de Nederlandse drukkerijgroep Bührmann-Tetterode. 
De nieuwe eigenaars voerden in 1984 een herstructurering en afslanking door: de Nederlandse filialen werden verkocht, en de band tussen de boekhandels en de uitgeverij werd definitief doorgeknipt.

## Groei
Na de herstructurering werd Frans Schotte directeur van het bedrijf. Onder zijn impuls kende Standaard Boekhandel in de jaren 90 van de 20e eeuw een sterke groei. In 1991 waren er 59 winkels, tien jaar later 73 en in 2006 werd de honderdste winkel geopend.
In 1992 startte Standaard Boekhandel een poging om in Nederland door te breken. Er werden dertien winkels geopend, maar in 1999 werd beslist om de filialen in Nederland terug te verkopen.
In 2005 had de keten naar schatting 35 tot 40 procent van de boekenmarkt in handen. Toch konden ook de onafhankelijke boekhandels groeicijfers voorleggen.
In oktober van 2010 opende Standaard Boekhandel zijn eerste winkel in een retailpark, hiervoor koos men het Bredene Shopping Center in Bredene als locatie.
In 2011 waren er 129 filialen. Op 2 april 2014 waren er 145 boekenwinkels, en werd er aangekondigd dat de Club-boeken- en papierwarenwinkels werden overgenomen.

## Diversificatie
In 2001 deed Standaard Boekhandel een poging om ook een online boekhandel op te starten. Het kocht de bestaande boekensite www.azur.be over. Maar amper een jaar later, op 28 november 2002, werd aangekondigd dat het project werd stopgezet. Sinds 2011 is Standaard Boekhandel opnieuw actief in de online verkoop.
Standaard Boekhandel was lange tijd gekend als de plaats waar de spaarpunten van Artis-Historia konden worden ingeruild. Artis-Historia zette zijn activiteiten echter stop in september 2004, na een faillissement. Ondertussen kon echter een samenwerking met de media zorgen voor een groei van de boekenverkoop. Vanaf het einde van de jaren 90 konden via spaarkaarten uit kranten en tijdschriften boeken, dvd's of cd-roms ophalen aan gereduceerde prijzen worden gekocht. Standaard Boekhandel benadrukte daarnaast vooral ook het zogenaamde Gouden Uil-effect, waarbij de winnaars of genomineerden van deze prijs door de uitgebreide media-aandacht hoge verkoopcijfers halen.